# إهداف (اسم)
إِهْدَاف هو اسم علم مؤنث من أصل عربي، ومعناه هو القرب والدنو والاستقبال.